# 猫的天空之城概念书店
猫的天空之城概念书店（简称猫空书店），是一家中国连锁书店。2009年7月4日在苏州平江路开办了首家店铺。如今已在苏州、上海、北京、深圳、成都、杭州、青岛、合肥等地开设了门店。